# 2011年芝格锡袭击事件
2011年芝格锡袭击事件，是指2011年2月6日发生于印度尼西亚万丹省板底兰县芝格锡镇翁布兰村的一起阿赫迈底亚信徒遇袭事件。事件造成3人身亡，5人受伤，2辆汽车，1辆摩托车和1所房子被暴徒摧毁。

## 事件经过
2011年2月5日晚，来自茂物的数十名阿赫迈底亚信徒聚集到芝格锡；2011年2月6日，大批民众来到阿赫迈底亚信徒聚集之处示威，要求解散阿赫迈底亚教会；印度尼西亚西部时间10点左右，逾1000名芝格锡村的村民洗劫了翁布兰村阿赫迈底亚领导人苏巴尔曼（Suparman）的住所并且进行了破坏，焚烧汽车，把一辆汽车推进山沟里，打死3名信徒，打伤5名信徒。